# روست
روست (بالألمانية: Rust, Baden-Württemberg) هي بلدة ألمانية تقع في ألمانيا في Ortenaukreis.[بحاجة لمصدر]

## المدن التوأمة
مدينة مارلينهيم هي مدينة توأمة لـروست.